# Glycera prashadi
Glycera prashadi är en ringmaskart som beskrevs av Fauvel 1932. Glycera prashadi ingår i släktet Glycera och familjen Glyceridae. Inga underarter finns listade i Catalogue of Life.